# بيتر أندرسون (ملحن)
بيتر أندرسون (بالسويدية: Peter Andersson)‏ هو ملحن سويدي، ولد في 20 مارس 1973.

## وصلات خارجية
- الموقع الرسمي
- بيتر أندرسون على موقع ميوزك برينز (الإنجليزية)
- بيتر أندرسون على موقع ديسكوغز (الإنجليزية)